# Кёнигсбергские клопсы
Кёнигсбергские клопсы (кёнигсбергские тефтельки, нем. Königsberger Klopse) — мясное блюдо восточнопрусской кухни, которое, появившись в XVIII веке, обрело после Второй мировой войны и депортации немцев статус типичного в немецкой бюргерской кухне. В классическом рецепте кёнигсбергские клопсы представляют собой отварные тефтели из телятины и свинины с добавлением рубленого филе анчоуса, политые соусом с каперсами. Региональное слово «клопс» в Восточной Пруссии и на севере Германии использовалось для обозначения отварной или жареной мясной или рыбной фрикадельки, данное блюдо также называлось «кислые клопсы».
Для приготовления фарша для кёнигсбергских клопсов вымоченный в молоке и отжатый белый хлеб смешивают с припущенными репчатым луком и петрушкой, а также с яйцом и дважды прокрученным на мясорубке мясным фаршем, затем добавляют анчоусы. Из полученной смеси формируют фрикадельки размером с мячик для гольфа, отваривают в крепком мясном бульоне до полуготовности. затем на полученном бульоне готовят соус с мучной поджаркой, с добавлением сливок, яичного желтка и каперсов в большом количестве. В готовом соусе прогревают клопсы и доводят их до готовности. Кёнигсбергские клопсы подают с отварным картофелем или картофельным пюре. Для полноты вкуса подают на гарнир маринованную свёклу или солёные либо маринованные огурцы. В современной сервировке часто подают с рисом.
Кёнигсбергские клопсы — любимое блюдо экс-канцлера Ангелы Меркель наряду с картофельным супом. В 2013 году на приёме в оранжерее берлинского Шарлоттенбургского дворца по случаю визита президента США Барака Обамы основным блюдом подавали именно кёнигсбергские клопсы.
По мнению гастрономического критика Вольфрама Зибека, классические кёнигсбергские клопсы — «уходящая натура» в немецкой гастрономии. С одной стороны, супермаркеты в современной Германии не предлагают телячий фарш, а на немецких домашних кухнях уже не держат мясорубки. Поэтому кёнигсбергские клопсы, приготовленные по более дешёвому рецепту из смешанного говяжьего и свиного фарша, влачат жалкое существование в меню производственных столовых, где часто готовят блюда из рубленого мяса для утилизации остатков припасов. Популярные готовые кёнигсбергские клопсы в консервах по тем же причинам тоже заставляли Зибека сомневаться в их качестве. С другой стороны, фастфуд уже сформировал соответствующие вкусы у потенциальных едоков кёнигсбергских клопсов: они уже не любят типичные ингредиенты этого блюда — анчоусы и каперсы. В 2015 году этнолог из Франкфуртского университета Марин Тренк с сожалением констатировал, что согласно проводимым им опросам студенты уже не имеют представления о том, что за блюдо кёнигсбергские клопсы.
В России кёнигсбергские клопсы известны с XIX века. Также в кулинарных книгах приводятся в качестве типичного рецепта немецкой кухни шнельклопсы —  говядина, тушенная в сметане с луком, как следует из знаменитого труда Е. И. Молоховец. По мнению исследователя истории русской кухни Н. И. Ковалёва, клопсы в сметанном соусе с луком в русской кухне назывались цвибельклопсами («луковыми клопсами», от нем. Zwiebelklops), а шнельклопсы тушили в сметане с добавлением томатной пасты. «Цвыбель клопсы» в меню на отдыхе в Сухуми упоминает в письме Я. Л. Леонтьеву М. А. Булгаков ещё в 1936 году.